# Peter III. (Portugal)

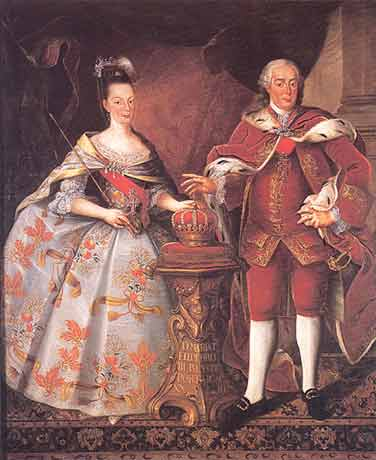
König Peter III. von Portugal (zusammen mit Königin Maria)

Peter III. (portugiesisch Dom Pedro Clemente Francisco José António de Bragança) (* 5. Juli 1717; † 25. Mai 1786) war König von Portugal aus dem Hause Braganza.

## Leben
Peter III. war der vierte Sohn von Johann V. von Portugal und dessen Gemahlin Maria Anna von Österreich. Als jüngerer Sohn war er eigentlich nicht zur Thronfolge bestimmt, und so bestieg nach dem Tode seines Vaters 1750 auch zunächst sein älterer Bruder Joseph I. den portugiesischen Thron.
Joseph I. hatte allerdings keinen männlichen Erben. Der König stand deshalb vor der Wahl, entweder die weibliche Thronfolge zugunsten seiner Tochter Maria zu ermöglichen, oder seinen jüngeren Bruder, Peter, als nächsten in der männlichen Thronfolge berufen. Das Dilemma wurde dadurch gelöst, dass Peter 1760 seine Nichte Maria heiratete. Nach dem Tode Josephs bestiegen 1777 beide gemeinsam den portugiesischen Thron. Das Regieren überließ Peter weitgehend seiner Frau. Sie machte eine Reihe von antiklerikalen Reformen wieder rückgängig, die zur Regierungszeit Joseph I. von dessen Ersten Minister, Sebastião José de Carvalho e Melo, dem Marquês de Pombal, durchgeführt worden waren. 

## Familie

Das Wappen der portugiesischen Könige von Johann II. bis Manuel II.

Aus der Ehe mit Maria hatte er folgende Kinder:
- Joseph Franz (* 21. August 1761; † 11. September 1788), ⚭ 1777 Maria Benedita von Braganza, eine Schwester seiner Mutter
- Joseph Johann (* 26. September 1763; † 10. Oktober 1763)
- Johann VI. (* 13. Mai 1767; † 10. März 1826)
- Maria Anna (* 15. Dezember 1768; † 2. November 1788), ⚭ 1785 Prinz Gabriel von Spanien, einen jüngeren Sohn König Karl III.
- Maria Clementine (* 9. Juni 1774; † 27. Juni 1776)
- Maria Isabel (* 22. Dezember 1776; † 14. Januar 1777)